# Léproserie de la Madeleine d'Angers
La Léproserie de la Madeleine d'Angers est une léproserie du XIIe siècle situé dans la ville d'Angers en France.

## Histoire

### Fondation
La léproserie a été fondée au début du XIIe siècle. Cependant, on n'en connaît que la seule chapelle.

### Perte de fonction religieuse
La chapelle a été démolie en 1878.

### Évolution du vocable
La dédicace à Marie Madeleine est la seule connue pour cet édifice.

### Évolution du statut durant la période d'activité
La léproserie n'a pas eu d'autre fonction.